# Сотіріос Статакіс
Сотіріос Статакіс (15 квітня 1953) — грецький ватерполіст.
Учасник Олімпійських Ігор 1980, 1984 років.